# D283 (Gers)
De D283 is een 22,9 km lange departementale weg, die in het Franse departement Gers (regio Occitanie) van noord naar zuid loopt.

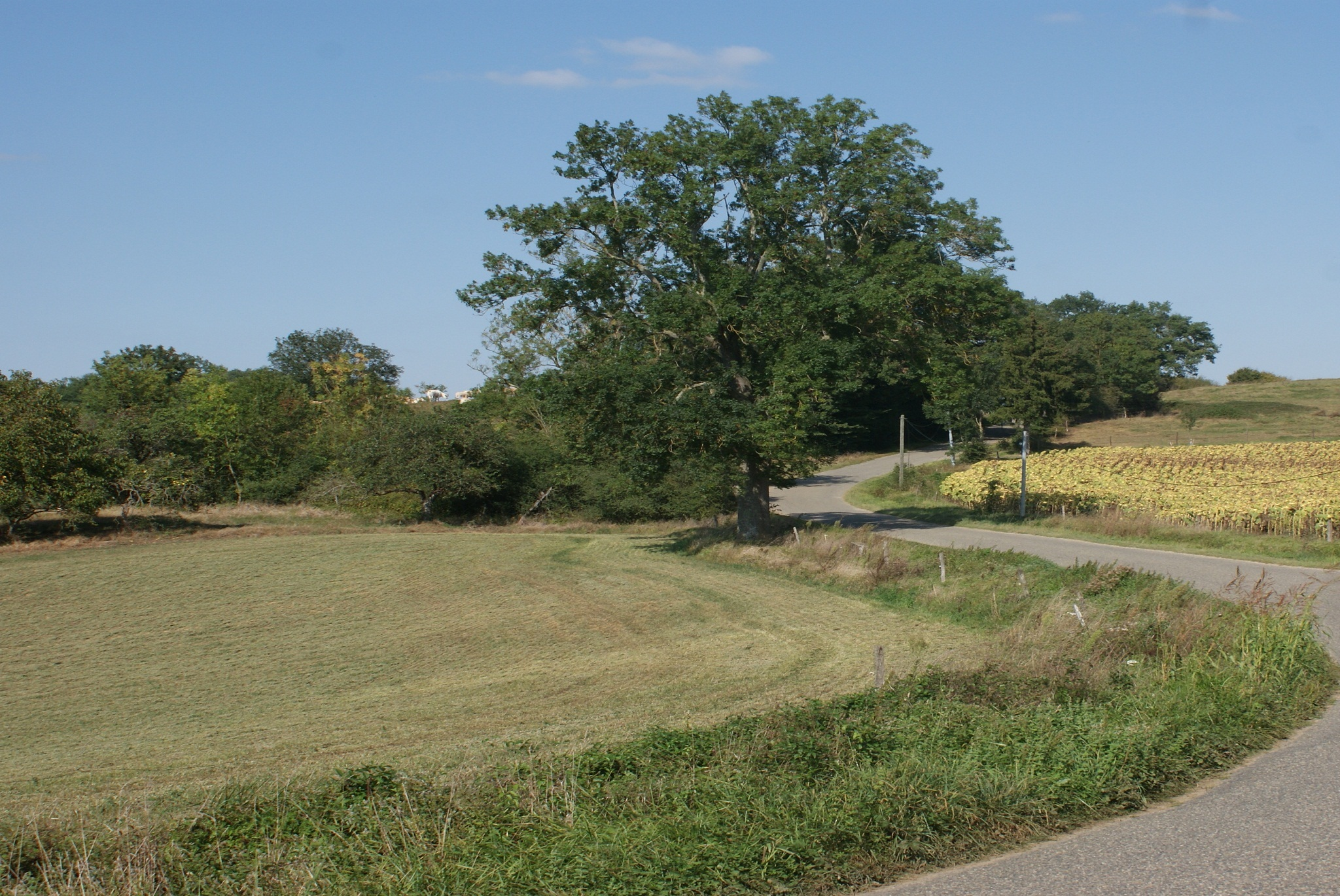
De weg ten zuiden van Aussos.

## Loop van de D283
De D283 verbindt de D104 ten westen van Saramon met de D139 ten zuiden van Aussos. De weg gaat door geaccidenteerd terrein.

## Plaatsen aan de D283
Plaatsen aan de weg en gekruiste wegen en stroompjes van noord naar zuid:
| - komt van de D104 - Sémézies-Cachan - kruist de D242 | - kruist de D129 - Betcave-Aguin - kruist de D27 | - kruist de D171 - Aussos - gaat naar de D139 |  |